# Комсомольський (Заводоуковський міський округ)
Комсомо́льський (рос. Комсомольский) — селище у складі Заводоуковського міського округу Тюменської області, Росія.
Населення — 810 осіб (2010, 845 у 2002).
Національний склад станом на 2002 рік:
- росіяни — 91 %